# 五味温泉
五味温泉（ごみおんせん）は北海道上川郡下川町班渓にある温泉である。

## 泉質
- 含二酸化炭素 - ナトリウム・マグネシウム・カルシウム - 炭酸水素塩泉（低張性弱酸性冷鉱泉）（旧泉質名：含炭酸 - 重曹泉）
  - 源泉温度 14.6℃（浴用加温）、pH 5.8
  - 湯色は黄褐色、弱炭酸味、微弱金気臭

### 効能
温泉分析書別表より。遊離二酸化炭素を含み、飲用も可能である。
※注 効能は万人に対してその効果を約束するものではない。
- 適応症（浴用）：神経痛、筋肉痛、関節痛、五十肩、運動麻痺、関節のこわばり、うちみ、くじき、慢性消化器病、痔疾、冷え性、病後回復期、疲労回復、健康増進、きりきず、やけど、慢性皮膚病、高血圧症、動脈硬化症。
- 適応症（飲用）：慢性消化器病、糖尿病、痛風、肝臓病、慢性便秘。
- 禁忌症（浴用）：急性疾患（特に熱のある場合）、活動性の結核、悪性腫瘍、重い心臓病、呼吸不全、腎不全、出血性疾患、高度の貧血、その他一般に病勢進行中の疾患、妊娠中（特に初期と末期）。
- 禁忌症（飲用）：腎臓病、高血圧症、下痢の時、その他一般にむくみのあるもの。

## 温泉地

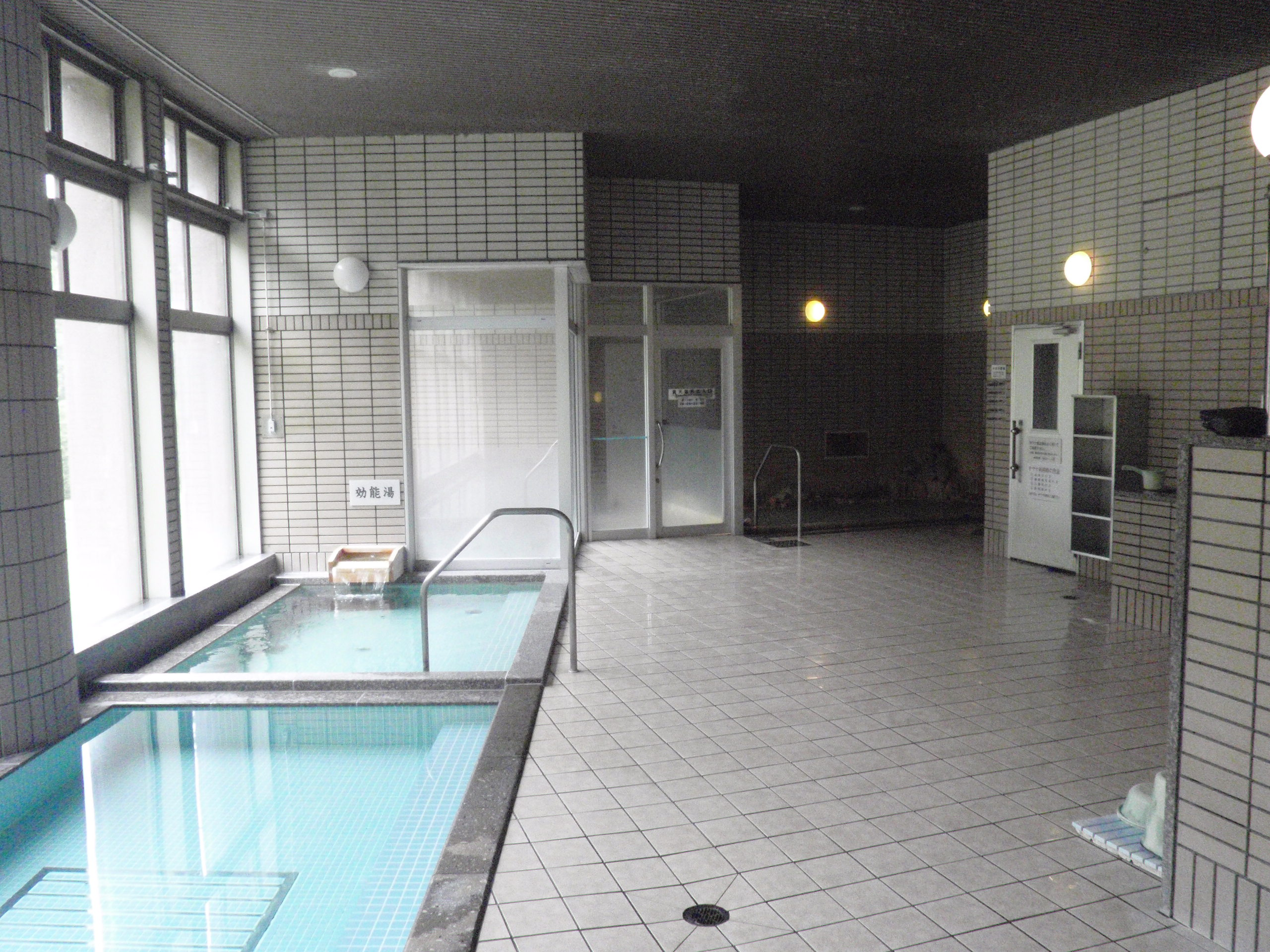
右奥が温泉浴槽、左は真湯浴槽

山あいに一軒宿の「五味温泉」があり、ほかに宿泊施設や商店等はない。日帰り入浴も旅館を利用する。宿の温泉設備は、各男女別に内風呂3つ、露天風呂、サウナなどを有している。内風呂の1つが温泉浴槽で、あとは水道水の沸かし湯を利用している。源泉温度が低いため、木質系バイオマスボイラーにより浴用加温を行っている。

### 周辺の見所
- 五味温泉体験の森 - ビオトープがあり森林散策ができる。
- 環境共生型モデル住宅「美桑(みくわ)」 - 有料で時間利用や宿泊体験ができる。予約は五味温泉で行う。
- 万里長城
- アイスキャンドルミュージアム

## 歴史
下川駅逓前で飲食店を営んでいた五味勘三郎が、1905年（明治38年）に名寄川支流のビバウシナイ（現桑の沢川）上流で狩猟中に冷鉱泉を発見し、1910年（明治43年）ごろに浴場を建設し営業を開始した。温泉名は発見者に由来する。同氏による営業は1928年（昭和3年）までは確認できるが、交通が不便であることからその後一時閉鎖された。1946年（昭和21年）より長男が営業を再開したが、ほどなく再度休止している。1951年（昭和26年）頃に、下川鉱山の保養施設として再開されたが、これも1965年（昭和40年）3月には閉鎖となった。その後、町が再開発を行い、1974年（昭和49年）12月15日に「住民保養センター」を新築開業し、翌年より下川市街から温泉へ行く町営バス路線が開設された。以来、「林業従事者休養施設」の併設などにより施設の充実を図り、公社の管理に移して現在に至る。

## アクセス
- 鉄道：JR北海道宗谷本線名寄駅より名士バス下川・興部行に乗車し、下川バスターミナルで下川町コミュニティバスに乗り換えて、五味温泉で下車。
- 車：名寄方面より国道239号を進み下川町市街地の北海道道101号下川愛別線との交差点を愛別方面へ右折、桜ヶ丘公園下で左折し、桑の沢川沿いに進む。市街地より約6km。